# 斑蛇鰻
斑蛇鰻，為輻鰭魚綱鰻鱺目糯鰻亞目蛇鰻科的其中一種，分布於地中海的義大利海域，棲息在底層水域，屬肉食性，生活習性不明。
其种加词“maculatus”意为“有斑点、斑块、斑纹的”。